# Inventions for Electric Guitar
Inventions for Electric Guitar è il primo album solo del musicista tedesco Manuel Göttsching, realizzato nel 1974 e pubblicato l'anno successivo. Originariamente era stato concepito come album degli Ash Ra Tempel, ma nella ristampa del 2011 dell'album viene accreditato il solo Göttsching. D'altra parte l'album è stato scritto ed eseguito interamente da Göttsching, che ha suonato la chitarra elettrica (da qui il titolo) sovraincidendo varie parti e facendo largo uso di effetti elettronici.

## Tracce
Tutte le tracce sono composte da Manuel Göttsching.
1. Echo Waves – 17:45
2. Quasarsphere – 6:34
3. Pluralis – 21:36

## Formazione
Manuel Göttsching: Chitarra elettrica